# مونته‌لئونه دی اسپولتو
مونته‌لئونه دی اسپولتو (به ایتالیایی: Monteleone di Spoleto) یک کومونه در ایتالیا است که در استان پروجا واقع شده‌است.

## خصوصیات
مونته‌لئونه دی اسپولتو ۶۱٫۵۸ کیلومترمربع مساحت و ۶۴۸ نفر جمعیت دارد و ۹۷۸ متر بالاتر از سطح دریا واقع شده‌است.